# Pelazgowie

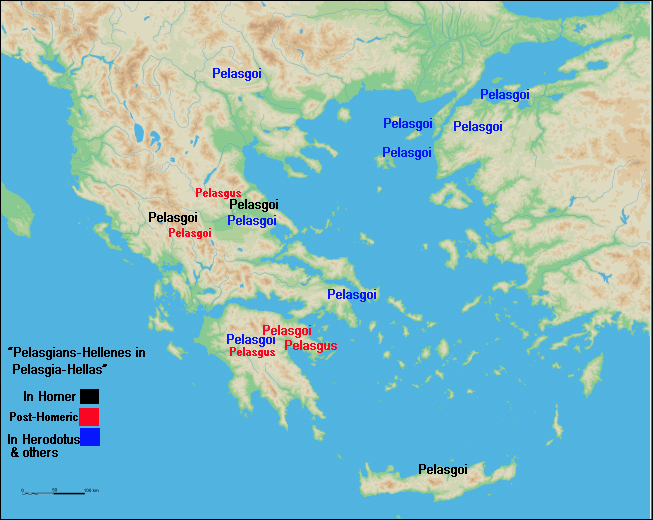
Tereny zamieszkiwane przez Pelazgów

Pelazgowie (gr. Πελασγοί Pelasgoí, w lp. Πελασγός, Pelasgos) – lud zamieszkujący Tesalię przed przybyciem na Peloponez Greków w II tysiącleciu p.n.e.; z czasem w historiografii greckiej pojawiła się tendencja do określania tym mianem również innych autochtonicznych mieszkańców Peloponezu i sąsiednich wysp, jak Karyjczycy i Lelegowie.
Głównym miastem Pelazgów była Larisa. Uważa się ich za założycieli ośrodków miejskich w Atenach, Argos i Koryncie. Niektórzy greccy autorzy wspominają też o Pelazgach zamieszkujących Epir, Lesbos i wybrzeże Azji Mniejszej.

## Język pelazgijski
Nie ma pewności co do pochodzenia języka Pelazgów. Według Herodota posługiwali się oni językiem „barbarzyńskim”, tzn. niegreckim. Obecnie uważa się, że nie mógł to być język z rodziny indoeuropejskiej ani semickiej. Dowodem na to ma być obecność w grece licznych słów – głównie określających instytucje polityczne oraz przedmioty codziennego użytku – które nie mają cech indoeuropejskich ani semickich i uważane są za pozostałości języka pelazgijskiego, jak hyakinthos, narkissos czy thalatta (‘morze’).

## Wierzenia Pelazgów
Nie zachowały się jednoznaczne i jednolite źródła dotyczące wierzeń religijnych Pelazgów, jednak – jak twierdził badacz mitologii Robert Graves – można je odtworzyć na podstawie fragmentów Argonautyki Apoloniusza z Rodos i O Likofronie Tzetzesa, misteriów orfickich opisanych w pismach Berossosa, kosmogonii fenickich cytowanych przez Filona z Byblos i Damaskiosa oraz dawnej sztuki sakralnej.

### Pelazgijski mit o stworzeniu świata
Na początku bogini wszechrzeczy, Eurynome („daleka wędrówka”) wyłoniła się naga z Chaosu. Nie miała na czym oprzeć stóp, więc zaczęła tańczyć na falach, aby oddzielić morze od nieba. Gdy tego dokonała, chwyciwszy i roztarłszy w dłoniach wiatr północny, stworzyła węża Ofiona, który ją zapłodnił. Wtedy Eurynome przemieniła się w gołębia i zaczęła szybować nad falami, aż złożyła jajo wszechświata, które Ofion na jej prośbę ogrzał. Z jaja Eurynome wykluły się ciała niebieskie oraz ziemia wraz z górami, rzekami, roślinami i zwierzętami. Eurynome i Ofion zamieszkali razem na górze Olimp, ale ten ostatni zdenerwował boginię twierdząc, że to on jest stwórcą świata. Eurynome rozgniotła mu za to piętą głowę, wybiła zęby i wtrąciła do ciemnych jaskiń pod ziemią.

### Pelazgijski mit o pochodzeniu ludzi
Pierwszym człowiekiem był Pelazgos, protoplasta Pelazgów, który wyskoczył z ziemi arkadyjskiej wraz z innymi i nauczył ich budować chaty, żywić się żołędziami i szyć tuniki ze świńskiej skóry.

### Formy sprawowania kultu
Pelazgowie odprawiali Peloria, czyli wspólne ofiary na cześć węża Ofiona (o przydomku Pelor, czyli „cudowny wąż”), co może potwierdzać przypuszczenie, że uważali się za jego potomków. (Prawdopodobnie wierzyli, że powstali z jego zębów wybitych mu przez boginię Eurynomę, które spadły na ziemię, a pozostałością tego przekonania był późniejszy mit o powstaniu Spartan ze smoczych zębów zasianych przez Kadmosa.)
Jak pisze Strabon w Geografii (V 2.4), mieszkańcy okolic Aten byli nazywani Pelargoj (‘bociany’), co może oznaczać, że ptak ten był zwierzęciem totemicznym Pelazgów.

## Wpływy innych kultur przed przybyciem Greków
Przed przybyciem Greków na płw. Peloponez Pelazgowie ulegali kilkakrotnie najazdom szczepów z Azji Mniejszej i Anatolii. Najważniejszy z nich miał miejsce najprawdopodobniej w I poł. III tysiąclecia p.n.e. (między 3100 r. a 2400 r.), bowiem to z tego okresu pochodzą ślady wprowadzenia do użytku brązu, szybkiego rozwoju rolnictwa i pasterstwa, powszechnego zastosowania pługa, uprawy drzew oliwnych i winnej latorośli, postępu rzemiosła, pojawienia się ceramiki glazurowanej oraz przemian w budownictwie mieszkalnym i urbanizacji.